# جامعة مسلمي مينداناو
جامعة مسلمي مينداناو (JMM) في مدينة مراوي الإسلامية. وتعتبر من أوائل وأكبر المدارس في الفلبين. وقد تم تأسيسها من قبل الدعم المالي من جمعية إقامة الإسلام في عام 1956 من قبل الراحل الشيخ أحمد بشير. كرس أصحابه من العلماء (أساتذة) ومجموعة من (كالي) التقليدية. تأسس قسم اللغة الإنجليزية لها في عام 1987 من خلال قرار مجلس الإدارة رقم (1-87) سلسلة لعام 1987، وسعت الحكومة الفلبينية على الاعتراف وفقاً لأحكام وزارة التعليم والثقافة والرياضة (MESS) الأمر رقم 24، سلسلة من عام 1985، المعروف أيضاً باسم "المبادئ التوجيهية والمعايير للاعتراف وتشغيل المدارس الدينية الفلبينية" وفي العام نفسه، تم تغيير "معهد مينداناو العربية الإسلامية واعتمدت اسمها الحالي.
والجامعة هي إحدى المدارس العربية القليلة (المدارس الدينية) في الفلبين، وتقدم مستويات كاملة من التعليم الإسلامي – الروضة، الابتدائية كاملة، والثانوية كاملة، ودورات الكلية الجامعية. وعلى مر السنين وبعد التغلب على العديد من التحديات والمشاكل التشغيلية استمر الجامعة في الوجود والعيش كمعقل الدراسات الإسلامية والعربية في الفلبين، وظلت الجامعة كمؤسسة غير ربحية وتعليمية للتعليم العالي مع 132 فرعا في جميع أنحاء الفلبين، ومعظمها في مينداناو.
كما أن الجامعة عضو نشط في رابطة الجامعات الإسلامية ومقرها في القاهرة، مصر. وقد تم التصويت حتى بوصفها عضوا في المجلس التنفيذي في اجتماعها الجمعية العامة التي عقدت في عمان، الأردن في عام 1999.
في تحقيق رؤية الجامعة لتخريج الرجال والنساء المحبين للتنمية والسلام. وقد تخرج من الجامعة الآلاف من موظفي خدمة القطاع العام، وبعضهم قدموا أسماء جيدة في مجال الخدمة العامة مع مجالهم من الدراسات ومعروفون في المنطقة. وكان النائب المحافظ السابق الراحل الدكتور ماهد موتيلان الأكثر بروزاً في منطقة الحكم الذاتي بمسلمي مينداناو (ARMM).
تعزيزاً لأهداف الجامعة لتقديم وتخريج الرجال والنساء الأكفاء بالعربية والإنجليزية يقدم الجامعة شهادة كفاءة في اللغة الإنجليزية (COPEL).

## تاريخ الجامعة
نشأة الجامعة
أنشت جامعة مسلمين مينداناو في مدينة مراوي، والتي يرأسها الراحل الشيخ أحمد بشير، الذي شغل منصب الرئيس المؤسس من عام 1956م حتى عام 1989.
الأعضاء المؤسسين لمجلس الإدارة:
- الشيخ أحمد بشير (الرئيس المؤسس / الرئيس)
- الشيخ علي أوسودان (عضو)
- الشيخ محمد ستار (عضو)
- الشيخ إبراهيم شريف (عضو)
- الشيخ إبراهيم نذير (عضو)
- الحاج عمر ماكاريمبانج (عضو)
- الحاج مصطفى باكاأمبنج (عضو)
- الحاج عبد المجيد إمام (عضو)
- الحاج علي مينودار (عضو)
- الحاج عثمان بابورو (عضو)
- الحاج نصرالدين بسمان (عضو)
- الحاج كالي غلام (عضو)
- الحاج راسكال كالي (عضو)
- الحاج عبد المجيد كالي (عضو)
- المحامي ماما بسران (عضو)

بدأت جامعة مسلمي مينداناو مع التعليم الابتدائي في سبعة فصول دراسية بسيطة في مقر إقامة حاكم المقاطعة السابق عبد الغفور مادكي ألونتو في منطقة لولونج، دانسالان. (دانسالان) هو اسم لمدينة مراوي الإسلامية القديم، عاصمة مقاطعة لاناو الغير مقسمة. وهذه المدرسة كان اسمه في البداية «المدرسة العربية»، وتقدم الصفوف الابتدائية والإعدادية مع ثمانية معلمين. كانت الدفعة الأولى 150 طالباً. وبعد ذلك نظم مجلس الإدارة إلى فتح العديد من المدارس الدينية في منطقة ميداناو.
في عام 1961م، تم توقيع اتفاق بين الشيخ أحمد بشير والشيخ عبد الرحمن باكاسم مالك الأرض التي تقع في شارع باكاسم في بلدية لمباكا مادايا في مدينة مراوي، بأن جزء من أراضي الشيخ باكاسم ستخصص للمدرسة لمدة 30 عاماً من دون تعويض مادي. وفي الوقت نفسه، تم إنشاء مدرسة ثانوية "معهد مينداناو العربي الإسلامي.
في عام 1962، تأسست «أجاما إسلام الأكاديمي» وتقع في بلدية غاناسي، لاناو دلسور، وتقدم مستويات كاملة لتعليم اللغة الإنجليزية حتى إغلاقه في عام 1987.
في عام 1972م، تم نقل معهد مينداناو العربي الإسلامي إلى دار السلام، ماتامفاي، بمدينة مراوي حيث حرمها الجامعي الرئيسي. الشيخ إسماعيل لوط شريف والمحافظ السابق محمد علي ديمابورو ساعدا بالتعاطف للنداء من الشيخ أحمد بشير إلى سعادة رئيس الفلبين السابق فرديناند ماركوس على أن يتم استثناء جزء الأرض الواقع فيها المعهد وهي جزء من الأرض في موقع من التحفظ العسكري وفقاً لإعلان رقم 2223 الذي تم توقيعه من قبل الرئيس. (أضف نسخة من المرجع).
فضلاً عن ذلك فإن جزءاً من هذه الأرض تم التبرع بها إلى جمعية إقامة الإسلام من قبل سلطان تبورون ماروهوم من بلدية جيمبا، عن طريق مساعدة الخيرين مثل عمدة مدينة مراوي السابق عمر محمد ديانالان والحاج محمد كاموتي ماروهوم.
لسنوات عديدة، ظلت المعهد بتقديم احتياجات مسلمي الفلبين وشعب بانجسا مورو في الفلبين من التعليم الديني والتعليم الغربي، ولا سيما في مدينة مراوي وفي محافظة لاناو دلسور. وفي عام 1987م، فإن مسمى «معهد مينداناو العربي الإسلامي» قد تغيير حسب قرار مجلس الإدارة إلى «جامعة مسلمي مينداناو».
في صيف عام 1987م، ومن خلال قرار المجلس رقم 1-87، سلسلة عام 1987م والجهود الدؤوبة التي بذلها الدكتور محمد حسوبة، وهو أستاذ زائر من جمهورية مصر العربية لزيارة جامعة ولاية مينداناو والشريف شريفادا تمانو السكرتير العام السابق لوزارة التربية والتعليم في منطقة الحكم الذاتي بمسلمي مينداناو (ARMM)، الدكتور ماريو رودريجيز، البروفيسور مارلين تمانو والبروفيسور صالح مانكو تأسست القسم الإنجليزي لجامعة مسلمي مينداناو واسمها الرسمي. وتهدف البرامج التعليمية في تنفيذ هذا النوع من التعليم الذي أوصى به المؤتمر العالمي الأول لتعليم المسلمين (الذي عقد في جدة، المملكة العربية السعودية في عام 1977م) والتي تعنى بتعليم الجوانب الروحية والمادية التي تحتاجها مسلمي الفلبين الذين يعيشون في المجتمع الفلبيني الحديث. الدورات الدراسية المقدمة وافقت الحكومة على اتباع المنهج ذات الطابع الإسلامي واللغة العربية. (بحاجة لمصدر)
هذا هو نعمة من الله سبحانه وتعالى اللا نهائي، أن تكون الجامعة بمثابة المحرك والراعي الرئيسي في النمو الثابت من معهد بسيط في الخمسينات إلى مؤسسة كاملة للتعليم العالي باللغتين العربية والإنجليزية واليوم يخرج الآلاف الخريجين في الجامعي الرئيسي وحده.
والآن جامعة مسلمي مينداناو هي واحدة من المؤسسات الرائدة ليس للتعليم الإسلامي في مينداناو فحسب ولكن في جميع أنحاء الفلبين.

## وصلات خارجية
- موقع الجامعة في الفيسبوك  على فيسبوك.
- خريطة الجامعة في جوجل ماب